# 宮代台
宮代台（みやしろだい）は、埼玉県南埼玉郡宮代町の町名。現行行政地名は宮代台一丁目から三丁目、住居表示実施地区。郵便番号は345-0835。

## 地理
埼玉県の東部地域で宮代町の北西部に位置する。和戸（二丁目）、大字国納、大字西粂原、大字和戸と隣接している。地区の東端でさいたま幸手線をかすめている。
地内は区画整理された住宅地となっている。地区の周囲は水田などの農地が多くみられる。南東端の境を備前堀川の支流の姥ケ谷落が流れる。

## 歴史
- 1981年（昭和56年）11月1日 - 住居表示が実施され、大字西粂原、大字和戸、大字国納の各一部から宮代台一丁目〜三丁目が成立[5]。

## 世帯数と人口
2024年（令和5年）4月時点での世帯数と人口は以下の通りである。
| 丁目         | 世帯数  | 人口    |
| ------------ | ------- | ------- |
| 宮代台一丁目 | 334世帯 | 675人   |
| 宮代台二丁目 | 217世帯 | 504人   |
| 宮代台三丁目 | 226世帯 | 462人   |
| 計           | 777世帯 | 1,641人 |

## 小・中学校の学区
町立小・中学校に通う場合、学区は以下の通りとなる。
| 丁目         | 番地 | 小学校             | 中学校             |
| ------------ | ---- | ------------------ | ------------------ |
| 宮代台一丁目 | 全域 | 宮代町立須賀小学校 | 宮代町立須賀中学校 |
| 宮代台二丁目 | 全域 | 宮代町立須賀小学校 | 宮代町立須賀中学校 |
| 宮代台三丁目 | 全域 | 宮代町立須賀小学校 | 宮代町立須賀中学校 |

## 交通
地区の東端を東武伊勢崎線がかすめるが、鉄道駅は設置されていない。最寄り駅は東武伊勢崎線和戸駅である。

### 道路
- 埼玉県道65号さいたま幸手線

## 施設
- 宮代第2中継ポンプ場
- 宮代台自治会会館
- 宮代台中央公園[7]
- 宮代台南遊水地公園
- 宮代台北遊水地公園
- 宮代台北遊水地

※ 宮代台集会所は大字西粂原1202に所在する。